# آرثر آرون (لاعب كرة قدم)
آرثر آرون (بالإنجليزية: Arthur Aaron)‏؛ (22 سبتمبر 1885 - 10 أبريل 1950) هو لاعب كرة قدم إنجليزي سابق.